# 芭蕉・清風歴史資料館
芭蕉・清風歴史資料館（ばしょう・せいふうれきししりょうかん）は、山形県尾花沢市にある資料館である。

## 概要
山形県道120号東根尾花沢線沿いに位置。松尾芭蕉と鈴木清風にまつわる資料館である｡松尾芭蕉はおくのほそ道の旅で尾花沢市の鈴木清風を訪ね、10日滞在したという背景があり、それらの資料などを展示している
建物は旧丸屋・鈴木弥兵衛家の店舗と母屋を、鈴木清風宅の隣に移転復元したもので、尾花沢地方における江戸時代の町屋の完成した姿を伝える貴重な建物となっている。

## 入館料[2]
- 個人
  - 一般 200円、学生 100円、中学生以下 無料

## 開館時間[2]
- 3月 - 10月：9：00 - 16：30
- 11月 - 2月：9：30 - 16：30

## 休館日[2]
- 毎週水曜日（水曜日が祝祭日の時は翌日）
- 年末年始（12月28日 - 1月4日）
- 展示替えの期間

## 交通
- バス
  - JR東日本奥羽本線・大石田駅から(尾花沢行き）尾花沢バスターミナル下車→徒歩10分[2]
  - 山形 - 新庄間バス「横町」下車→徒歩1分[2]
- 車
  - JR奥羽本線・大石田駅より10分[3]

駐車場あり（13台）。